# Sony Ericsson C510
Sony Ericsson C510 — телефон представителей линии Cyber-shot. Первым среди ассортимента Sony Ericsson предлагает функцию Smile Shutter (распознавание улыбок). Также присутствует 3,2-мегапиксельная камера имеется функция распознавания лиц, вспышка и автофокус. Работает в сетях 3G.

## Детальная характеристика

### Общие сводки
- Тип телефона: Камерофон
- Тип корпуса: Моноблок
- Стандарты: GSM 900, GSM 1800, GSM 1900, UMTS 2100
- Размер: 107x47x12.5 мм
- Вес: 92 г
- Дисплей: ТFT, 240×320 пикселей, 2,2" количество цветов — 262144
- Сигналы вызова: виброзвонок, полифония, MP3, AAC-мелодии
- Камера: 3,2 Мп.
- Питание: Аккумулятор — Li-Pol* 930 мА
- Антенна: встроенная

*Максимальное время разговора: 10 часов.
Максимальное время ожидания: 400 часов.

## Корпус
Лицевая панель корпуса выполнена из матового твердого пластика, крышка аккумулятора — из пластика типа SoftTouch. Шторка камеры — металлическая. Экран защищен устойчивым к прогибам пластиком. Все материалы корпуса очень качественные, устойчивы к царапинам и истиранию.
Телефон выпускается в трех цветовых решениях: Future Black (чёрный корпус с синими боковыми вставками), Radiation Silver (серебристый с черными боковыми вставками) и Energetic Red (белый корпус с красными боковыми вставками).

### Клавиатура
Клавиатура телефона достаточно удобна, при работе с ней не возникает ложных нажатий и задержек. Компоновка и назначение клавиш несколько отличается от традиционной схемы SonyEricsson. Подсветка яркая белого (FutureBlack,Energetic Red) или зелёного (RadiationSilver) цвета. Материал кнопок — пластик под цвет корпуса.
Навигационые клавиши

Под софт-кнопками — клавиши меню «Мои ссылки» и коррекции/отмены «С». Также телефон имеет клавиши приема/отбоя вызова.

На правой боковой стороне — регулятор громкости, а ниже — клавиша, служащая для спуска затвора камеры. Камера активируется опусканием шторки.

### Питание
В телефоне установлена литий-полимерная батарея BST-38 с емкостью — 930 мАч.

Время работы
- В сетях GSM: 10 часов в режиме разговора и 400 часов в режиме ожидания.
- В сетях UMTS: 4 часа работы в режиме разговора и до 350 часов — в режиме ожидания.
- Максимальная продолжительность видеовызова: 2,3 часа. На зарядку батареи уходит 2,5 часа.

### Экран
TFT, 2,2 дюйма, 240х320 точек, 262144 цветов. Яркость регулируется по 5 уровням.
Для оформления интерфейса доступны фоновые рисунки, заставки.
Есть 6 предустановленных тем: «Clarity», «Cyber-Shot», «Dusk setting», «Morning glisten», «Ray» и «Track Flow».
Дисплей снабжен функцией автоповорота (смена вертикальной и горизонтальной ориентации).

### Камера
Характеристика:
- Матрица — 2048x1536 (3.20 млн пикс.)
- Вспышка — Есть
- Запись видео — Есть
- Особенности — автофокусировка, поддержка PictBridge

Дополнительная камера — разрешение — 0,3 Мп, предназначена для видеозвонков.
Фотокамера.
Под объективом располагается вспышка. Интерфейс ориентирован на горизонтальную съемку. Внизу слева можно видеть иконки выбранных настроек, а справа — команды «Функции» и «Назад», а также смену режимов фото/видео и переход в папку «Изображения» (нужное выбирается вертикальными навигационными стрелками).
Настройки.
- Доступна смена режима съемки — обычный, SmileShutter, панорама, рамки, серия
- Выбор условий (автоматически, пейзаж, пейзаж в сумерках, портрет, документ, спорт, пляж/снег)
- Настройка размера изображения (3 Мп, 2 Мп, 1 Мп, 0,3 Мп)
- Выбор фокусировки (автоматически, распознавание лиц, макросъемка, бесконечность), отключение вспышки
- Автотаймер, центрирование кадра, баланс белого (автоматически, ясно, облачно, флуоресцентный свет, лампы накаливания)
- Эффекты (черно-белое изображение, негатив, сепия, передержка).

Возможности:
- Смены качества изображения (обычное/высокое),
- Отключения просмотра сделанных кадров и звука затвора (или же выбрать его из 3 имеющихся вариантов)
- Выбора места хранения снимков и отключения автоповорота (смены альбомной и книжной ориентаций дисплея).

Особенности
- GeoTagging (пункт «добавить позицию»): вы можете добавить к снимку указание на место, где он был сделан.
- Программная «новинка» — режим SmileShutter — работает таким образом, что съемка происходит автоматически, когда на лице объекта появляется улыбка.
- Отсутствие ночного режима.
- Вспышка работает только в автоматическом режиме
- Режимы документ, спорт и т. д.
- Если добавить к режиму съемки документов макросъемку — вы сможете получить прекрасные снимки, где текст будет очень четким.
- Поддержка онлайн-сервиса Snapfish, позволяющую отправлять заказ на печать снимков прямо с телефона в соответствующую службу, после чего отпечатанные снимки доставят вам домой или куда пожелаете.

Видеокамера.
Настройки:
- Возможность сокращения длительности до 18 секунд для отправки MMS.
- Отключить подсветку-вспышку и запись звука.
- Наличие ночного режима и фонарика (в отличие от фоторежима. Также фонарик можно включить в меню Органайзер => Видеовызов => Функции => Вкл. фонарь. При этом фонарик будет гореть ярче, нежели через видеокамеру).

### Память и операции с файлами
Память.
Количество записей адресной книги, контактов — 2000
Объём пользовательской (динамической) памяти — 100 МБ
Поддерживаемый формат карт памяти — micro Memory Stick (до 32 ГБ)
Слот для карт памяти расположен внизу на правой боковой стороне аппарата под пластиковой заглушкой, которая крепится к корпусу на шлейфе.
Управление файлами и просмотр состояния памяти осуществляется в меню «Диспетчер файлов», находящийся в пункте «Органайзер» главного меню. Реализован менеджер состоит из трех меню-закладки, для всех файлов вместе/телефона/карты памяти. Состояние памяти проверяется в меню «Функции». Файлы можно перемещать, копировать (но перемещать/копировать папку запрещено), переименовывать. Доступно выделение (как некоторых, так и всех файлов в папке).

### Функции
Обмен сообщениями
- SMS + поддержка ввода со словарем T9
- MMS
- E-mail-клиент

Передача данных: Bluetooth-стерео (A2DP), USB 2.0
Коммуникации
Аппарат можно подключать к ПК в 4 режимах:
«Режим комп» (Для Windows),
«USB- устр. памяти» (Передача файлов),
«Другая ОС» (Напр., Mac, Linux),
«Устройства МТП» (Напр., авт. стереосист.). В режиме «USB- устр. памяти» система автоматически определяет телефон в режиме mass storage и выводит на экран содержимое как его самого, так и карты памяти. При подключении телефона к ПК в этом режиме функциями телефона пользоваться нельзя. Кроме этого, примерно минута уходит на переход С510 в режим и столько же — на выход из него при отключении кабеля. В остальных случаях отключения функций телефона не происходит.
Разъем для кабеля располагается на правой боковой стороне аппарата — Fast-port.
Доступ в интернет
- WAP 2.0
- Браузер Access NetFront,
- GPRS сlass 10 (4+1/3+2 slots), 32 — 48 kbps,
- EDGE сlass 10, 236.8 kbps,
- HSPA
- XHTML
- HSCSD

Органайзер — Часы / Будильник / Календарь / Калькулятор / Конвертер / Таймер / Секундомер / Органайзер / Просмотр и редактирование изображений
Управление вызовами — Быстрый набор/ Автодозвон/ Голосовой набор/ Голосовые команды/ Конференц-связь/ Громкая связь/ Переадресация/ Удержание/ Ожидание звонков.
Особенности
Игры с поддержкой Java: MIDP 2.0.
FM-приемник c поддержкой RDS-лент
RSS-ридер, встроенный акселерометр, поддержка мобильных сетей третьего поколения (3G), поддержка сервиса YouTube, стерео Bluetooth (A2DP).

## Комплектация
- Телефон
- Зарядное устройство
- Аккумулятор
- Карта М2 емкостью 1 ГБ (может отличаться для различных стран)
- USB-кабель
- Проводная стерео-гарнитура
- Инструкция